# خالد التلمساني
خالد عبد القادر التلمساني (1 ديسمبر 1966 - 4 سبتمبر 2018) هو مصور فوتوغرافي وممثل ومساعد مخرج مصري.

## حياته
ولدُ خالد التلمساني في حي مصر الجديدة في 1 ديسمبر 1966، ووالده هوَ المخرج المصري عبد القادر التلمساني، وأختهُ هي الروائية مي التلمساني. عمل خالد في المجال السينمائي مساعدًا للمخرج والمنتج مع والده منذ منتصف الثمانينات، ثم انتقل للعَمل مع عمه مدير التصوير حسن التلمساني كمُساعد مصور ثم ابن عمه مدير التصوير طارق التلمساني، ثم تحول فيما بعد إلى التصوير الفوتوغرافي.
مع تشجيع شقيقته الروائية مي التلمساني، نَشر خالد ثلاث روايات، منها «واحد مصري وصلحه» و«الحفرة»، كما شارك بالتمثيل في فيلم ابن عز للفنان الراحل علاء ولي الدين، ومسلسل وإنت عامل إيه.
عمل خالد مع مجموعة مهمة من المُخرجين، ومصورًا فوتوغرافيًا لـ35 فيلمًا من بينهم الراعي والنساء وعرق البلح وأيام السادات.
آخر الأعمال التي شارك بها كمُصور فوتوغرافي، فيلم سعيكم مشكور يا برو، ومسلسل جبل الحلال، وكلاهما من إخراج عادل أديب.

## وفاته
توفيَ في 4 سبتمبر 2018 في حادث تصادم في مدينة أبورديس التابعة محافظة جنوب سيناء، حيثُ تلقى مدير أمن جنوب سيناء بلاغًا يُفيد بوقوع حادث تصادم مُروع بين سيارة خاصة وسيارة ربع نقل أمام محطة الشحن فيران على الطريق الدولي أبورويس، وأسفر الحادث عن مصرع شخصين وإصابة 6 آخرين، وتبين وفاة الممثل خالد التلمساني وإصابة أبناؤه.

## روابط خارجية
- خالد التلمساني على موقع الدهليز
- خالد التلمساني على موقع قاعدة بيانات الأفلام العربية